# 亞洲影藝創意大獎
亞洲影藝創意大獎（英語：Asia Academy Creative Awards，簡稱AACA）是新加坡的一個影視獎項，由非營利組織「亞洲創意藝術學院」舉辦，以表彰來自亞太地區優秀的影視作品和節目内容，作爲新加坡媒体节的一部分，一般於每年12月舉行。首届頒獎禮於2018年12月在新加坡首都剧院舉行。

## 評審機制
目前參與評選的國家和地區包括澳大利亚、新西兰、中国大陸、香港、台湾、印度、印度尼西亚、日本、韩国、马来西亚、新加坡、泰国、越南、缅甸、菲律宾、孟加拉国、柬埔寨。各参赛作品必须通过两轮不同的评审。
- 第一輪：由当地评委分別投票选出並选出各地最佳獎項，獲獎者將作爲各地代表參加年底的總決選，結果一般於每年9月公佈。
- 第二轮：為国际评审阶段，来自世界各地的专家評審對各地代表進行投票，選出最終得獎結果，在每年12月的頒獎典禮上揭曉。

## 獎項类别
- 最佳劇情片
- 最佳男主角
- 最佳女主角
- 最佳男配角
- 最佳女配角
- 最佳改编作品
- 最佳导演
- 最佳剧集
- 最佳动画剧集
- 最佳品牌节目
- 最佳儿童节目
- 最佳喜剧男/女演员
- 最佳喜剧节目
- 最佳新闻/时事节目
- 最佳纪录片
- 最佳摄影
- 最佳剪辑
- 最佳音效
- 最佳视觉效果
- 最佳資訊娛樂節目
- 最佳自然歷史地理節目
- 最佳音乐或舞蹈节目
- 最佳真人秀節目
- 最佳綜藝、游戲或問答節目主持人
- 最佳娛樂節目主持人
- 最佳紀實節目主持人
- 最佳生活資訊節目主持人
- 最佳原创剧本
- 最佳流媒体/OTT原创作品
- 最佳学前教育项目
- 最佳宣传片或预告片
- 最佳短片
- 最佳迷你劇/电视电影
- 最佳单一新闻故事/报道
- 最佳主题曲
- 最佳配音演员